# Le leggi della termodinamica
Le leggi della termodinamica (Las leyes de la termodinámica) è un film del 2018 diretto da Mateo Gil.

## Trama
Manel, bravo fisico un po' nevrotico, interrompe la sua relazione con una modella di nome Elena. Il ragazzo cercherà di dimostrare che la loro relazione è terminata a causa delle leggi della termodinamica.

## Distribuzione
Il film è stato distribuito dalla piattaforma Netflix a partire dal 31 agosto 2018.